# Josef Baldinger
 Josef Baldinger  (* 8. November 1866 in Waidring, Gemeinde Wolfsegg am Hausruck; † 3. Jänner 1949 ebenda) war ein österreichischer Bauer, Gastwirt und Politiker (CS).
Baldinger wurde als Sohn von Josef und Anna Baldinger, Besitzer des Holzingergutes in Waidring, geboren. Er besuchte die Volksschule in Atzbach und leistete seinen Militärdienst bei der Sanitätsabteilung Nr. 4 in Linz ab. Der Bauernsohn heiratete 1893 die Besitzerin eines Bauernhofes mit Gastwirtschaft in Rutzenham und hatte mit ihr drei Söhne, die jedoch noch alle vor dem Vater verstarben. Baldinger war Mitbegründer der Molkereigenossenschaft Schwanenstadt sowie Aufsichtsrat einer Lagerhausgenossenschaft und eines Elektrizitätswerkes. Sein besonderes Interesse galt der Heimatkunde.
Politisch war Baldinger lange Jahre als Vizebürgermeister der Gemeinde Rutzenham aktiv und vertrat seit 1897 die Landgemeinden im Landtag. Für die Christlichsoziale Partei war er zudem zwischen 1918 und 1919 Mitglied der Provisorischen Landesversammlung und Ersatzmitglied des Provisorischen Landesausschusses.

## Auszeichnungen
- Ehrenbürger der Gemeinde Rutzenham
- Ehrenbürger der Gemeinde Pühret
- Ernennung zum Ökonomierat (1932)